# Pseudoleosthenes
Pseudoleosthenes är ett släkte av insekter. Pseudoleosthenes ingår i familjen Damasippoididae.
Kladogram enligt Catalogue of Life:
| Pseudoleosthenes | \| \| Pseudoleosthenes dubiosus \| \| \| \| \| \| Pseudoleosthenes irregularis \| \| \| \| \| \| Pseudoleosthenes scaberrimus \| \| \| \| |
|                  | \| \| Pseudoleosthenes dubiosus \| \| \| \| \| \| Pseudoleosthenes irregularis \| \| \| \| \| \| Pseudoleosthenes scaberrimus \| \| \| \| |
|                  | Damasippoides |
|                  | |
|                  | Pseudoleosthenes dubiosus |
|                  | |
|                  | Pseudoleosthenes irregularis |
|                  | |
|                  | Pseudoleosthenes scaberrimus |
|                  | |

|  | Pseudoleosthenes dubiosus    |
|  |                              |
|  | Pseudoleosthenes irregularis |
|  |                              |
|  | Pseudoleosthenes scaberrimus |
|  |                              |